# خوليو سانتا كروز
خوليو سانتا كروز (بالإسبانية: Julio Santa Cruz)‏ (12 مايو 1990 بأسونسيون في باراغواي - ) هو لاعب كرة قدم باراغواياني في مركز الهجوم. لعب مع أوليمبيا أسونسيون وبلاكبيرن روفرز وناسيونال أسونسيون وClub Deportivo Capiatá ‏.

## روابط خارجية
- خوليو سانتا كروز على موقع قاعدة بيانات كرة القدم.إي يو (الإنجليزية)
- خوليو سانتا كروز على موقع Soccerway.com (الإنجليزية)